# Khalid Mahmud Arif
General Khalid Mahmud Arif (Urdu: خالد محمود عارف 29 de diciembre de 1930 - 6 de marzo de 2020), conocido popularmente como K.M. Arif, era un general del ejército de rango de cuatro estrellas en el ejército de Pakistán, que se desempeñaba como vicejefe del estado mayor del ejército bajo el presidente Zia-ul-Haq, quien retuvo el mando del ejército desde 1976.
Su carrera en el ejército se gastó principalmente en la inteligencia militar y sirvió en el gobierno de Pakistán Oriental como asesor militar de su ejército, luchando brevemente en la guerra civil con la ayuda de la vecina India. Tras su repatriación a Pakistán en 1973, continuó con su servicio militar en el ejército y, finalmente, ascendió como director general de inteligencia militar antes de asumir el cargo de estado mayor en el cuartel general del ejército. Nombrado como vicejefe de estado mayor del ejército en 1984, desempeñó un papel crucial en la estabilización de la administración de Presidente Zia-ul-Haq, y fue sucedido por el general Mirza Aslam Beg como jefe del ejército en marzo de 1987.
Tras su retiro en 1987, fue autor de varios libros sobre la historia política y militar de Pakistán, de los cuales Working With Zia: Pakistan's Power Politics es el más conocido.

## Biografía
Khalid Mahmud Arif nació el 29 de diciembre de 1930 en una familia Kakazai en East Punjab, India y emigró a Pakistán después de la partición. Asistió al Edwardes College en Peshawar y se graduó en 1947.
Después de aprobar los exámenes de la ISSB, se unió a la Academia Militar de Pakistán en Kakul como cadete y se graduó en 1947, donde fue seleccionado para realizar un entrenamiento avanzado en tácticas de infantería en Kohat, Provincia de la Frontera Noroeste: 2-4 Su familia se mudó permanentemente en Kohat a medida que ganó el puesto en el Cuerpo Blindado. En 1952, fue seleccionado para continuar su entrenamiento militar en los Estados Unidos y fue enviado a asistir a la Escuela de Armadura del Ejército de los Estados Unidos en Fort Knox, donde se graduó en especialización en blindados. tácticas. Estudió más en el Colegio Militar de Señales en Rawalpindi, donde se destacó en gestión de inteligencia, y se graduó en el curso de personal de la Escuela de Comando y Estado Mayor en Quetta, Baluchistán, Pakistán.

### Nombramientos de guerra y asesor militar en Pakistán Oriental
En 1965, el capitán Arif sirvió en el cuerpo blindado junto con el entonces mayor Zia-ul-Haq y participó en la segunda guerra con la India por la disputada Cachemira. El capitán Arif comandó un tanque estadounidense M48 contra el ejército indio.
Después de la guerra, lo enviaron de nuevo a la inteligencia militar y lo colocaron en Pakistán Oriental como asesor militar del Ejército de Pakistán Oriental.
En 1967, ayudó en gran medida al redespliegue de tropas del Comando del Este en la formulación de un plan de batalla, nombre en clave: "Operación X-Sunderbans-1": 140 El despliegue, sin embargo, no fue combativo y solo fue diseñado para formar la base para el plan de combate operativo.:140 En 1969, más tarde fue destinado en GHQ Dhaka como oficial de la ley marcial bajo el gobierno dirigido por el gobernador vicealmirante Syed Mohammad Ahsan en 1969.:23-25 Durante este período, el Mayor Arif supuestamente confió en un mensaje secreto en su informe cumplido con respecto a la situación en el Este que finalmente advirtió sobre las consecuencias de la guerra civil. En marzo de 1971, presenció la reunión con el presidente Yahya Khan, quien decidió el lanzamiento de las operaciones militares contra el los rebeldes en el este deberían tener lugar. El Mayor Arif se hizo cargo de la situación él mismo para controlar la ley y el orden.
Acerca de esta reunión, el Mayor Arif describió la reunión como: El presidente Yahya tomó el asunto en sus manos, por lo tanto, adiós a la burocracia civil. Unidades del ejército indio que lo retuvieron como prisionero de guerra después de que se firmara el instrumento de rendición entre el teniente general AAK Niazi y el teniente general Jagjit Singh Aurora, GOC-in-C del Comando Oriental del ejército indio en 1971.

### Nombramientos de mando y personal
Sus esfuerzos y acciones en la guerra de liberación en el este que explicaron su valentía se habían ganado la admiración en Pakistán, lo que llevó al primer ministro Zulfikar Ali Bhutto a aceptar recomendaciones para decorar al Mayor Arif con el premio al servicio, Sitara-e-Basalat. En 1975, fue repatriado a Pakistán desde Wagha y se le permitió reanudar su servicio militar, siendo ascendido a teniente coronel. Testificó en la Comisión de Investigación de Guerra dirigida por el presidente del Tribunal Supremo Hamoodur Rahman, dando cuentas de fallas de inteligencia militar que tuvieron lugar en Oriente.
En 1976 fue ascendido a Coronel y Brigadier en 1977, de los cuales asumió el mando de la 111 Brigada estacionada en Islamabad; este nombramiento de mando duró solo ocho meses.
Las elecciones generales celebradas en 1977 vieron la victoria del Partido Popular de Pakistán liderado por Zulfikar Ali Bhutto, provocó la agitación pública liderada por la alianza conservadora cuyos políticos se negaron a aceptar los resultados en medio de un supuesto fraude electoral. Bergantín. K. M. Arif finalmente filtró e informó al primer ministro Bhutto del golpe de Estado encubierto que tuvo lugar bajo el mando del jefe del ejército designado, el general Zia-ul-Haq, pero este último se negó a creerle. Actuando sobre las advertencias de Brig. Arif, Bhutto aceptó todas las demandas de la alianza conservadora, pero el golpe de Estado ya se había producido.
Después de recibir órdenes del Teniente General FA Chishti, GoC-in-C del X Corps, el Brigadier Arif rotó a la 111a Brigada para tomar el control del gobierno civil en apoyo del Jefe del Estado Mayor del Ejército, General Zia-ul-Haq y el presidente de los jefes conjuntos Mohammad Shariff. Después de que se completó el golpe de Estado, el general Zia promovió al brigadier Arif como general de división y lo nombró director general de inteligencia militar (DGMI).
En opinión del teniente general Chishti, quien señaló: "El general Zia tuvo la suerte de tener al mayor general Arif como su confidente de toda la vida. Tenía experiencia como oficial de la ley marcial durante el régimen del general Yahya y manejó los asuntos de manera eficiente".
En 1979, ayudó y ayudó a preparar una estrategia de seguridad nacional contra la invasión rusa de Afganistán, después de una reunión con el presidente Zia-ul-Haq a petición de este último.

### Vicejefe de Estado Mayor del Ejército (1984-1987)
Oficial de Estado Mayor por excelencia, la carrera del Mayor General Arif se aceleró y ganó reputación como un comandante eficaz en la inteligencia militar. El general de división Arif sirvió en la inteligencia militar hasta 1983, cuando ascendió a teniente general y fue asignado a una asignación de estado mayor en el cuartel general del ejército. En el Cuartel General del Ejército, trajo a la mayoría de los oficiales calificados que habían trabajado con él en asignaciones anteriores y se ganó la reputación de líder eficaz en el ejército. El 11 de marzo de 1983, el teniente general Arif, junto con el presidente del Senado, Ghulam Ishaq Khan, fue invitado por Munir Ahmad Khan, entonces presidente de PAEC, para presenciar las pruebas subcríticas de un dispositivo atómico que se llevó a cabo en un lugar oculto de pruebas de armas.
A pesar de que nunca comandó efectivamente las asignaciones de campo, fue nombrado y nombrado Vicejefe del Estado Mayor del Ejército bajo la presidencia de Zia en 1984. Al ser ascendido a general del ejército de rango de cuatro estrellas, asumió el mando del Ejército de Pakistán como su Vicejefe de Ejército. Personal del presidente Zia.
Para muchos observadores, esta promoción, de hecho, convirtió al general Arif en el jefe del estado mayor del ejército de Pakistán, con todo el estado mayor bajo sus órdenes.
Como jefe del ejército, el general Arif jugó un papel crucial en la implementación exitosa del programa secreto de la bomba atómica después de destituir al administrador civil, Dr. Mubashir Hassan. Hacia la diplomacia con Estados Unidos, el general Arif hizo frecuentes viajes con Estados Unidos, convenciendo con éxito a la administración Reagan de que permitiera el desarrollo secreto de la bomba atómica al dejar muy claro a Estados Unidos que "[Pakistán] no comprometerá sus armas nucleares programa, pero no realizará una prueba para dañar la relación entre dos naciones ". En 1983, la Agencia Central de Inteligencia (CIA) colocó un topo cerca de los Laboratorios de Investigación Kahuta, pero fue frustrado por el ISI, que según General Arif, el ISI llevó al topo a su museo secreto para entrenar a sus propios espías en operaciones de espionaje. Fue descrito como un oficial del ejército muy tenso y estricto por científicos civiles, específicamente el Dr. Abdul Qadeer Khan en sus memorias, no comprometió su moral y disciplina a lo largo de su carrera.
En 1984, el mandato del General Arif también vio la puesta en servicio de los helicópteros Bell AH-1 Cobra en el cuerpo de aviación.
En 1986-87, desplegó y rotó el V Cuerpo, con el apoyo del Comando Aéreo del Sur para disuadir el importante ejercicio militar del ejército indio que tuvo lugar cerca de la frontera con Pakistán bajo la supervisión del general Sundarji, entonces jefe del ejército indio. Durante este tiempo, refutó las afirmaciones hechas por el dr. A.Q. Khan e inmediatamente emitió directivas sobre la política de ambigüedad deliberada sobre el programa clandestino de bombas atómicas.

## Post jubilación
En 1987, el general Arif buscó retirarse de su servicio militar y no buscó prórroga y entregó el mando del ejército al teniente general Mirza Aslam Beg, quien fue ascendido al rango de cuatro estrellas y como jefe del ejército: 701.
Al jubilarse, se centró en la poesía y se convirtió en historiador militar cuando fue autor del famoso texto sobre la interferencia militar dirigido por el general Zia-ul-Haq, Working with Zia, publicado en 1995. En 2001, publicó Khaki Shadows: Pakistan 1947–1997, sobre la política, el gobierno y las fuerzas armadas de Pakistán durante y poco después de la Guerra Fría.
En 2010, fue autor de otro libro, Vecinos alejados: India, Pakistán (1947-2010) sobre las relaciones exteriores de India y Pakistán. En 2015, su esposa murió y actualmente reside en Lahore, Punjab, Pakistán. Gen (Retd) K M Arif murió el 6 de marzo de 2020 en la UCI CMH Lahore debido a una enfermedad renal que se había apoderado de él desde hace mucho tiempo.

## Trabajos
- Arif, Khalid Mahmud (1995). Working with Zia: Pakistan Power Politics, 1977-1988. Oxford University Press. ISBN 978-0-19-577570-9.
- —— (2001). Khaki Shadows: Pakistan 1947–1997. Oxford University Press. ISBN 978-0-19-579396-3.
- —— (2010). Estranged Neighbours: India, Pakistan, 1947-2010. Islamabad: Dost Publications. ISBN 978-969-496-382-2.[20]